# Ernst Hänchen
Ernst Hänchen war ein deutscher Politiker (SPD).

## Leben
Hänchen war Tischler von Beruf. Von 1906 bis 1919 war er Arbeitersekretär in Guben und danach für die SPD Stadtrat in Guben. Das Sekretariat von Hänchen befand sich im Gewerkschaftshaus in der Langen Straße 4 in Guben.
Der Landesdirektor der preußischen Provinz Brandenburg ernannte ihn mit Wirkung vom 1. April 1920 zum Preußischen Provinzialrat. 1921 wurde seine Wahl zu einem der fünf ordentlichen Mitglieder des Provinzialrates der Provinz Brandenburg durch den Brandenburgischen Provinzialausschuss bestätigt.
Von 1919 bis 1933 war er Mitglied des Brandenburgischen Provinziallandtages.
1933 lehnte er den von der NSDAP-Fraktion im Stadtrat beantragten Abriss des Friedrich-Ebert-Denkmals auf dem Ebertplatz in Guben mit dem Hinweis, dass dieser zwei Söhne im Weltkrieg verloren habe, ab. Wenig später musste er aus dem Stadtparlament von Guben ausscheiden.
Sein gleichnamiger Sohn wurde ebenfalls SPD-Funktionär in Guben.